# Подлипово
Подлипово — посёлок в Правдинском районе Калининградской области. Входит в состав Мозырьского сельского поселения.

## Население
| 2002 | 2010 |
| ---- | ---- |
| 276  | ↗291 |